# Gilles le Breton

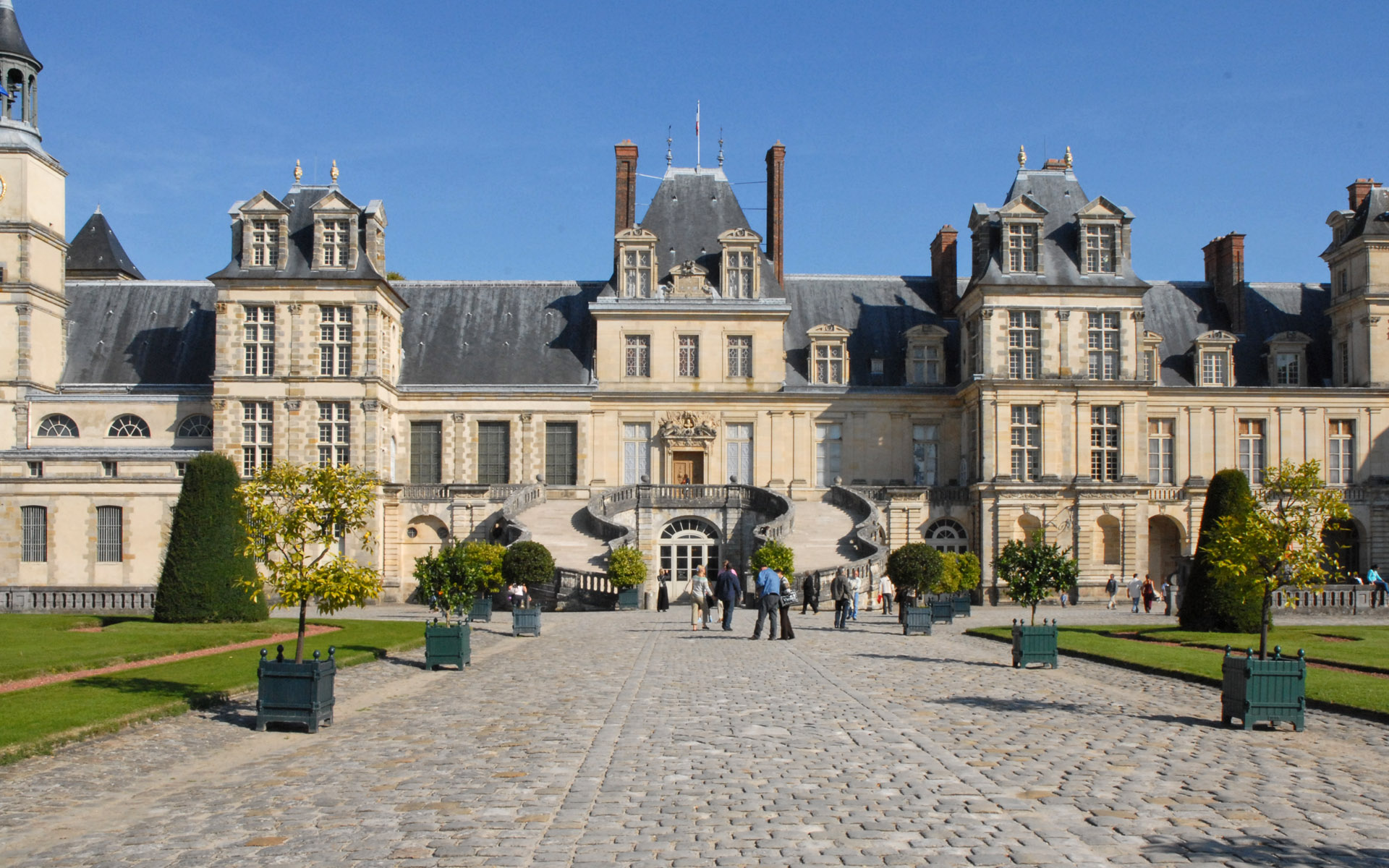
La cour du cheval blanc en Fontainebleau.

Gilles le Breton (fallecido en Avon, Seine-et-Marne, Fontainebleau, en 1553) fue un maestro de obras y arquitecto francés del Renacimiento, cuyos principales trabajos tuvieron lugar en el palacio de Fontainebleau.
En 1526, le Breton estaba trabajando en el château de Chambord bajo la dirección de Pierre Nepveu. En 1527 fue nombrado maître général des oeuvres de Maçonnerie du roi (maestro general de las obras de albañilería del rey). Fue por esa época que el rey Francisco I de Francia decidió comenzar la renovación de Fontainebleau, un cazadero real medieval al sudoeste de París. El 28 de abril de 1528, le Breton firmó un contrato con el rey para derribar la vieja torre de entrada y levantar otra, junto con varias pequeñas torres y galerías. El siguiente contrato fue en agosto de 1531 para construir la Capilla de San Saturnino y renovar una escalera. En marzo de 1540 se le asignó un pago de 18,000 libras por su trabajo en la gran escalera para la gran escalera. Philibert de l’Orme, arquitecto real, verificó y reconoció ese mismo año los trabajos de le Breton. Aunque de l’Orme siguió siendo el arquitecto principal de Fontainebleau hasta 1548, se cree que le Breton continuó trabajando en el palacio hasta su muerte.
Entre las partes del palacio de Fontainebleau que se deben a le Breton están la Porte Dorée y la loggia, la Cour Ovale, la Cour du Cheval Blanc, y la capilla de La Trinité.